# Браун, Норман (гитарист)
Норман Браун (род. 18 декабря 1970 года, Канзас-Сити, Миссури, США) — американский джазовый гитарист и певец, работающий в жанре smooth jazz.

## Биография
Браун родился в Канзас-Сити, штат Миссури, в 1970 году. Когда ему было восемь лет, он под влиянием брата стал заниматься акустической гитарой. Он был вдохновлен Джими Хендриксом и The Isley Brothers. После того, как Браун услышал Уэса Монтгомери, он стал играть джаз. Учился в Musicians Institute в Голливуде, а затем подписал контракт с Mo Jazz, подразделением Motown Records.
В 1992 году он выпустил свой дебютный альбом Just Between Us. В записи участвовали Boyz II Men, Стиви Уандер и Кеннет Уильямс. Часть альбома была спродюсирована Норманом Коннорсом, джазовым барабанщиком и продюсером. В 1994 году Браун выпустил альбом After the Storm, который встретил успех. Вслед за этим альбомом, в 1996 году был выпущен альбом Better Days Ahead, который принес ему более широкую аудиторию. Позже Браун был переведен в Warner Music Group. В 2000 году он выпустил альбом Celebration, который был спродюсирован Полом Брауном.
В 2002 году Норманом был основан коллектив BWB из саксофониста Кирка Уалума и трубача Рика Брауна, в составе которого был выпущен альбом Groovin'. В 2003 году Норман и его продюсер Пол Браун, получили премию Грэмми за лучший инструментальный поп-альбом Just Chillin'.
В течение лета 2007 года Браун с треком Let's Take a Ride, из альбома Stay With Me, был номером один на радио-станциях smooth jazz, по версии журнала Radio and Records. В 2008 году Verve Records повторно выпустила Just Between Us, как часть серии «Verve Originals». Музыка Брауна может быть услышана на американском канале прогнозов погоды The Weather Channel. Его песня «Lydian» включена в сборник канала 2008 года, под названием The Weather Channel Presents: Smooth Jazz II.

## Дискография
| Год  | Альбом                        | Лейбл              |
| ---- | ----------------------------- | ------------------ |
| 1992 | Just Between Us               | Mo Jazz            |
| 1994 | After the Storm               | Mo Jazz            |
| 1996 | Better Days Ahead             | Mo Jazz            |
| 1999 | Celebration                   | Warner Music Group |
| 2002 | Just Chillin'                 | Warner Music Group |
| 2004 | West Coast Coolin'            | Warner Music Group |
| 2007 | Stay with Me                  | Peak               |
| 2010 | Sending My Love               | Peak               |
| 2012 | 24/7 (с Джеральдом Олбрайтом) | Concord            |
| 2017 | Let It Go                     | Shanachie          |

Brown-Whalum-Braun (BWB)
- 2002 Groovin' (Warner Music Group)
- 2013 Human Nature: The Songs of Michael Jackson (Heads Up)
- 2016 BWB (Artistry/Mack Avenue)